# Bistum Nuoro
Das Bistum Nuoro (lat.: Dioecesis Nuorensis, ital.: Diocesi di Nuoro) ist eine auf Sardinien gelegene Diözese der römisch-katholischen Kirche mit Sitz in Nuoro. Sie gehört zur Kirchenprovinz Cagliari in der Kirchenregion Sardinien und ist ein Suffraganbistum des Erzbistums Cagliari.

## Geschichte
Das Bistum Ales wurde im 12. Jahrhundert als Bistum Galtelli (lat. Galtellinensis) gegründet. Am 21. Juli 1779 änderte es seinen Namen auf Galtelli-Nuoro (lat. Galtellinensis-Nuorensis).
Nachdem der Bischof seinen Sitz endgültig nach Nuoro verlegt hatte, änderte man den Namen des Bistums am 27. Januar 1928 entsprechend.
Papst Franziskus vereinigte das Bistum Nuoro am 9. April 2020 in persona episcopi mit dem Bistum Lanusei. Seither ist der Bischof von Nuoro, Antonio Mura, in Personalunion auch Bischof von Lanusei.

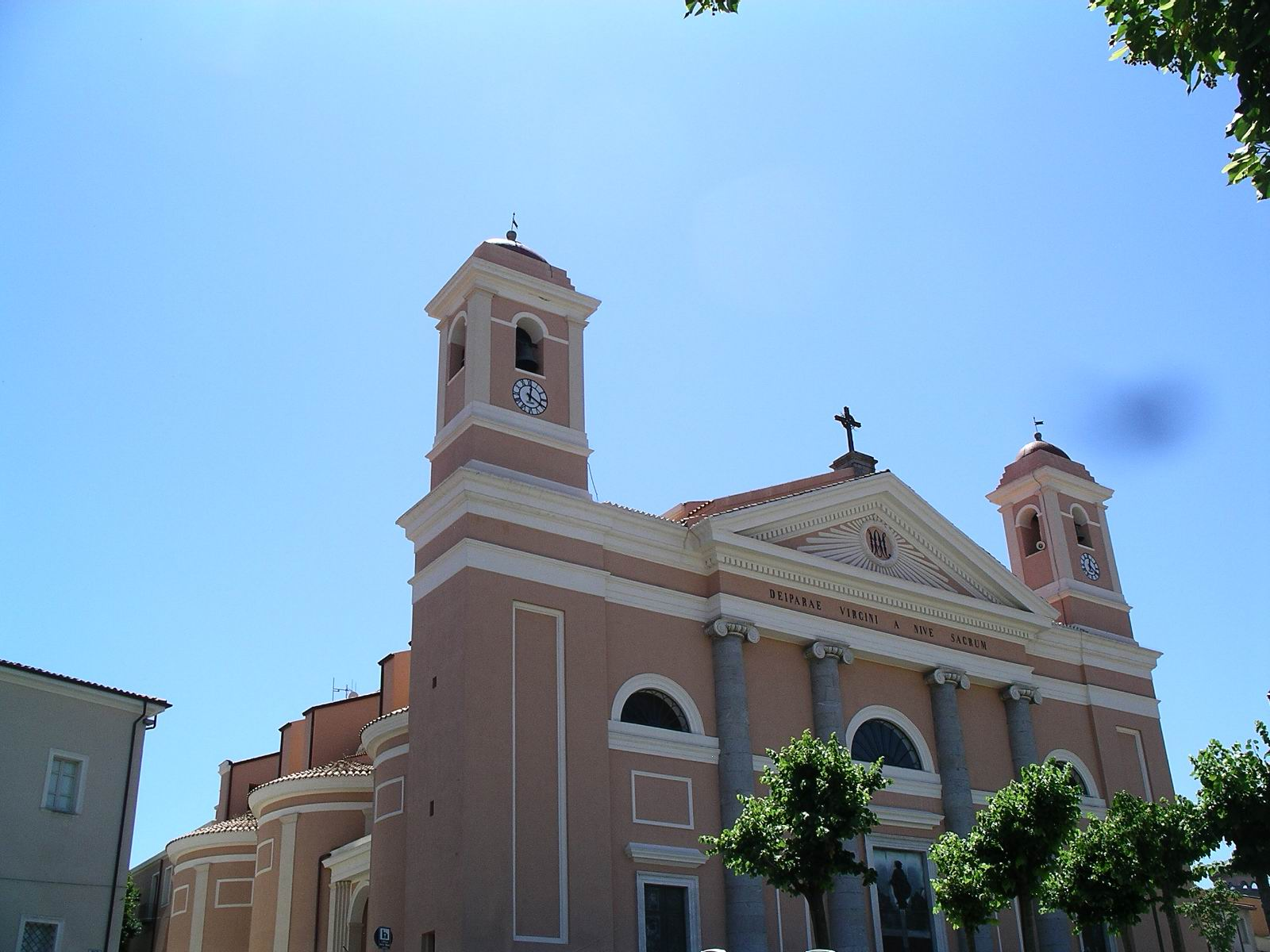
Kathedrale Santa Maria della Neve
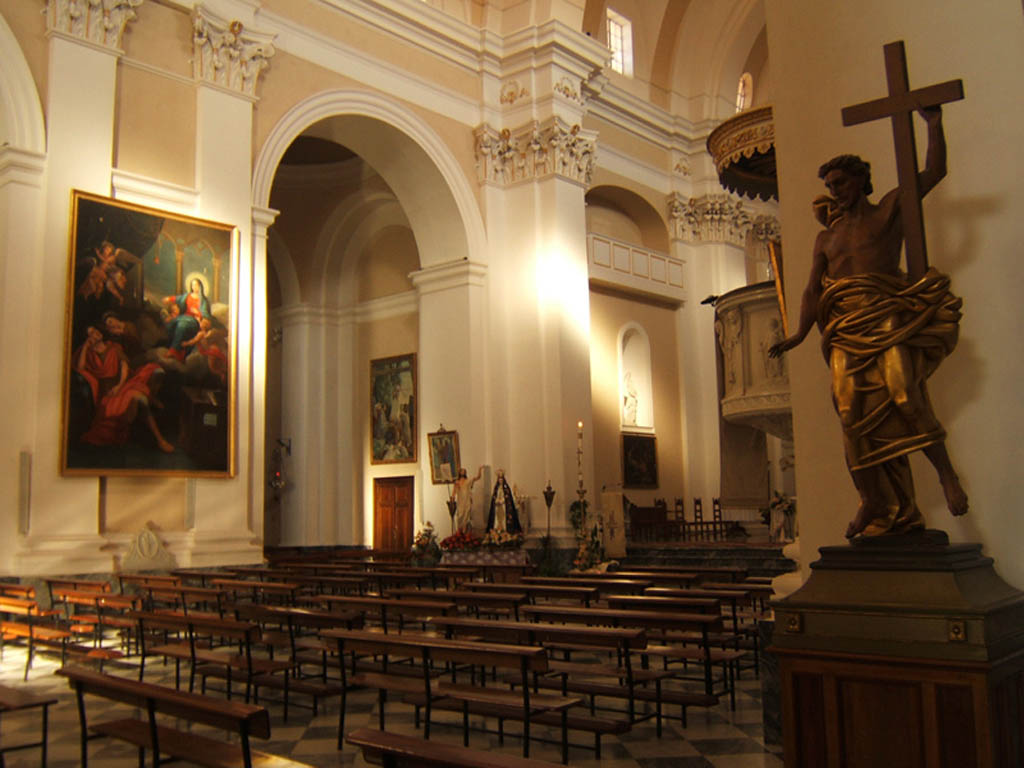
Inneres der Kathedrale in Nuoro